# Pauluma minima
Pauluma minima är en fjärilsart som beskrevs av Paul Thiaucourt 1985. Pauluma minima ingår i släktet Pauluma och familjen tandspinnare. Inga underarter finns listade i Catalogue of Life.